# Mohammed Ilyas Cherchar
 (mai 2019).
Mohammed Ilyas Cherchar est un footballeur algérien né le 18 janvier 1992 à Chlef. Il évoluait au poste de défenseur central.

## Biographie
Cherchar évolue en première division algérienne avec les clubs de l'ASO Chlef et du RC Arbaâ. Il dispute un total de 44 matchs dans ce championnat, sans inscrire de but.
Il participe avec l'équipe d'Algérie des moins de 17 ans à la Coupe du monde des moins de 17 ans en 2009, où il officie comme capitaine. Lors du mondial junior organisé au Nigeria, il joue trois matchs. Avec un bilan peu reluisant de trois défaites en trois matchs, l'Algérie est éliminée dès le premier tour du mondial.

## Palmarès
- Finaliste de la Coupe d'Afrique des nations des moins de 17 ans en 2009 avec l'équipe d'Algérie des moins de 17 ans